# アルベルト・ファントレナ
アルベルト・ファントレナ（Alberto Juantorena、1950年12月3日 - ）は、キューバの陸上競技短距離及び中距離選手である。
モントリオールオリンピックにおいて、男子400mでは前年度世界ランキングでアメリカのR・R・レイに続いて2位だった事や、そのレイが全米予選で落選した為本命視されていたが、800mは一度も大きな競技会で走った実績がなく、従来短距離選手があまり出場しない中距離の800mではその走力は疑問視されていた。しかし、大本命のリック・ウォールヒューター（アメリカ）を振り切り、1分43秒50の世界新記録で見事両種目金メダルを獲得した。
過去に400m、800mの2種目でともに金メダルを獲得した例はなく、彼がこれらの種目で2種目制覇した最初の選手となった。
モントリオールオリンピックではカリブ海諸国の陸上競技での活躍が目立ったが、彼はその象徴的存在となった。